# Cheyenne, Oklahoma
Cheyenne är administrativ huvudort i Roger Mills County i Oklahoma. Orten har fått namn efter indianstammen. Vid 2010 års folkräkning hade Cheyenne 801 invånare.

## Kända personer från Cheyenne
- Frank Lucas, politiker